# Правовой режим криптовалют
Правовой режим криптовалют, в частности биткойна, значительно различается в разных странах. В ряде стран официально разрешены операции с криптовалютами. Обычно они рассматриваются как товар или инвестиционный актив и для целей налогообложения подчинены соответствующему законодательству.
В одних странах биткойны признают в качестве расчётной денежной единицы (например, в Германии), в других (например, в Японии) Bitcoin является законным платёжным средством с налогом на покупку. В некоторых странах (например, в Китае) операции с биткойнами запрещены для банков, но разрешены для физических лиц, при этом страна лидирует в области майнинга из-за наличия крупнейших производственных мощностей. В Швейцарии на криптовалюты распространяются такие же правила, как и на иностранные валюты, и эта страна является одной из самых благоприятных юрисдикций для Bitcoin-стартапов и общественных блокчейнов.
21 декабря 2017 года в Белоруссии был подписан Декрет № 8 «О развитии цифровой экономики», которым была создана фундаментальная правовая база для развития в стране криптоиндустрии. В результате его принятия Беларусь стала первой в мире страной, узаконившей смарт-контракты. Согласно Декрету № 8 физлица освобождены от налога на все криптовалютные транзакции до 2023 года. Они могут майнить, владеть токенами, покупать и продавать их. Юрлица получили право создавать и размещать собственные токены, совершать операции через биржи и операторов обмена.
В России на 2017 год никаких ограничений на использование биткойнов не было.
Необходимость регулирования цифровых децентрализованных активов в позитивном ключе предлагали Президент России Владимир Путин, зампред Центробанка Ольга Скоробогатова, глава Сбербанка Герман Греф, первый вице-премьер Игорь Шувалов.
Мнение заместителя министра финансов Алексея Моисеева существенно смягчилось к 2017 году — от предложения ввести наказание за использование криптовалюты до заявлений о том, что стоит считать криптовалюту финансовым активом. Негативное отношение к биткойну высказывал представитель следственного комитета Георгий Смирнов, однако депутат ЛДПР Андрей Луговой категорически не согласен с его позицией.
На ноябрь 2019 года правовой режим криптовалют в РФ обсуждается. 1 января 2021 года в России вступил в силу Закон о цифровых финансовых активах и цифровой валюте, который позволяет трактовать криптовалюту как вариант цифровой валюты, запрещает её использование в России для оплаты товаров и услуг, но допускает использование в качестве объекта инвестирования.

## По международным организациям
| Страна или территория | Легальность |
| --------------------- | --- |
| Европейский союз      | Легальны Европейский Союз не принял специального законодательства относительно статуса биткойна как валюты, но заявил, что НДС не применяется к конвертации между традиционной (фиатной) валютой и биткойном. НДС и другие налоги (например, налог на прибыль) по-прежнему применяются к транзакциям, совершенным с использованием биткойнов для продажи товаров и услуг. В октябре 2015 года Суд Европейского Союза постановил, что «обмен традиционных валют на единицы виртуальной валюты „биткойн“ освобождается от НДС» и что «государства-члены должны освобождать, среди прочего, операции, связанные с „валютой“, банкноты и монеты, используемые в качестве законного платёжного средства», что делает биткойн валютой, а не товаром. По мнению судей, налог не следует взимать, поскольку биткойны следует рассматривать как средство платежа. Суд рекомендовал всем странам-членам Евросоюза исключить криптовалюты из числа активов, подлежащих налогообложению. Согласно Европейскому центральному банку, традиционное регулирование финансового сектора не применимо к биткойнам, потому что оно не затрагивает традиционных финансовых субъектов:5. Европейский центральный банк классифицирует биткойн как конвертируемую децентрализованную виртуальную валюту. В июле 2014 года Европейское банковское управление посоветовало европейским банкам не иметь дело с виртуальными валютами, такими как биткойн, до тех пор, пока не будет установлен режим регулирования. В 2016 году предложение Европейского парламента о создании целевой группы по мониторингу виртуальных валют для борьбы с отмыванием денег и терроризмом, принятое 542 голосами против 51 при 11 воздержавшихся, было отправлено на рассмотрение Европейской комиссии. |
| G7                    | Легальны В 2013 году Группа разработки финансовых мер борьбы с отмыванием денег G7 опубликовала следующее заявление в руководящих принципах, которые могут быть применимы к компаниям, участвующим в передаче биткойнов и других валют: "Платёжные интернет-сервисы, которые позволяют стороннее финансирование из анонимных источников, могут столкнуться с повышенным риском [отмывание денег\|отмывания денег / финансирования терроризма] ". Они пришли к выводу, что это может «создать проблемы для стран в области регулирования и надзора [борьбы с отмыванием денег / финансированием терроризма]». |

## По странам
Практика регулирования рынка криптовалют отличается в разных странах, немногие суверенные регуляторы разработали конкретные решения, применяются судебные прецеденты. По сообщению ТАСС Bitcoin является законным платёжным средством в Японии, в Китае его могут использовать физические лица. В Евросоюзе операции с биткойнами рассматриваются как платёжные операции с валютами, монетами и банкнотами, и биткойн не относят к активам, подлежащим налогообложению.

### Африка

#### Северная Африка
| Страна или территория | Легальность |
| --------------------- | --- |
| Алжир                 | Нелегальны В соответствии с «Journal Officiel» (28 декабря 2017): Art. 117. — Покупка, продажа, использование и хранение так называемой виртуальной валюты запрещены. Виртуальная валюта — это валюта, используемая пользователями Интернета через Интернет. Он характеризуется отсутствием физической поддержки, такой как монеты, банкноты, платежи чеком или кредитной картой. Любое нарушение этого положения наказуемо в соответствии с действующими законами и постановлениями.:82 |
| Египет                | Нелегальны Главный исламский законодательный и судебный орган Дар аль-Ифта издал религиозный указ, классифицирующий коммерческие операции с биткойнами как харам (запрещённые исламским законодательством).:82 |
| Марокко               | Нелегальны 20 ноября 2017 года Exchange Office (специализированный институт под управлением министерства финансов Марокко, ответственный за валютный контроль) выступил с публичным заявлением, в котором было сказано: «Exchange Office информирует широкую публику о том, что транзакции с использованием виртуальных валют представляют собой нарушение правил обмена, влекущее за собой наказания и штрафы, предусмотренные действующим законодательством».:87 На следующий день монетарные органы также отреагировали в заявлении, выпущенном совместно Министерством экономики и финансов, Банком Аль-Магриб и Управлением рынка капитала Марокко (AMMC), в котором предупреждали о рисках, связанных с биткойнами, которые могут быть использованы «в незаконных целях, или в преступных целях, включая отмывание денег и финансирование терроризма». 19 декабря 2017 года Абдельлатиф Джуахри, управляющий Банка Аль-Магриб, заявил на пресс-конференции, состоявшейся в Рабате во время последнего ежеквартального заседания Совета Банка Аль-Магриб в 2017 году, что биткойн — это не валюта, а «финансовый актив». Он также предупредил об опасности и призвал создать основу для защиты потребителей. |

#### Западная Африка
| Страна или территория | Легальность |
| --------------------- | --- |
| Нигерия               | Легальны / Запрещены банковские операции 17 января 2017 года Центральный банк Нигерии (CBN) издал циркуляр, информирующий все нигерийские банки о том, что в Нигерии банковские операции с биткойнами и другими виртуальными валютами запрещены. Позднее Центральный банк Нигерии (CBN) и Нигерийская корпорация по страхованию вкладов (NDIC) создали комитет для изучения возможности использования страной технологий блокчейн, включая биткойн и другие цифровые валюты. Комитет представил свой отчёт, но, по словам директора департамента банковских и платёжных систем CBN г-на Дипо Фатокуна, «несколько подкомитетов все ещё работают над этим вопросом». 5 февраля 2021 года Центральный банк Нигерии выпустил циркуляр, подтверждающий действие циркуляра от января 2017 года и информирующий финансовые учреждения в Нигерии о том, что, операции с криптовалютой или проведение операций оплаты за них по-прежнему запрещены и влекут за собой строгое наказание. |

#### Восточная и Центральная Африка
| Страна или территория | Легальность |
| --------------------- | --- |
| Танзания              | Легальны / Использование не рекомендовано центральным банком Хотя это официально не запрещено, Банк Танзании советует не использовать криптовалюту, подчёркивая, что танзанийский шиллинг является единственным приемлемым законным средством платежа в стране. |

#### Государства Индийского Океана
| Страна или территория | Легальность |
| --------------------- | --- |
| Маврикий              | Легальны Комиссия по финансовым услугам Маврикия считает, что криптовалюты должны регулироваться как цифровые активы в соответствии с Законом о финансовых услугах 2007 года, и, хотя она предупреждает инвесторов, что они не защищены какими-либо установленными законом соглашениями о компенсации, они являются законными. |

#### Южная Африка
| Страна или территория | Легальность |
| --------------------- | --- |
| Ангола                | Легальны Хотя правительственные чиновники не рекомендовали использовать биткойн, он не запрещён законодательством и остаётся полностью легальным. |
| ЮАР                   | Легальны В декабре 2014 года Резервный банк Южной Африки опубликовал документ с изложением позиции по виртуальным валютам, в котором заявил, что виртуальная валюта «не имеет правового статуса или нормативной базы». Налоговая служба ЮАР классифицировала биткойн как нематериальный актив.                                       |
| Намибия               | Нелегальны В сентябре 2017 года Банк Намибии опубликовал документ с изложением позиции по виртуальным валютам, озаглавленный «Позиция по технологиям распределённого реестра и виртуальным валютам в Намибии», в котором он объявил, что обмен криптовалюты запрещён, и она не может быть принята в качестве оплаты товаров и услуг. |
| Зимбабве              | Легальны Резервный банк Зимбабве скептически относится к биткойну и официально не разрешил его использование. Однако 5 апреля 2017 года BitMari, панафриканская блокчейн-платформа, получила лицензию через своего банковского партнёра AgriBank для работы в стране.                                                                |

### Америка

#### Северная Америка
| Страна или территория | Легальность |
| --------------------- | --- |
| Канада                | Легальны / Запрещены банковские операции Компании, работающие с виртуальными валютами, должны зарегистрироваться в Центре анализа финансовых транзакций и отчётов Канады (Fintrac), внедрить программы комплайенса, вести необходимые записи, сообщать о подозрительных или связанных с терроризмом транзакциях и определять, являются ли какие-либо из их клиентов «политически значимыми лицами». Эти требования применяется и к неканадским биржам виртуальной валюты, если у них есть канадские клиенты. Банки не могут открывать или поддерживать счета или иметь корреспондентские банковские отношения с компанией, работающей с виртуальными валютами, если эта компания не зарегистрирована в Fintrac. Торговцы цифровой валютой регулируются как предприятия, оказывающие финансовые услуги. Authorite des Marches Financiers, финансовый регулятор в провинции Квебек, заявил, что некоторые бизнес-модели, связанные с биткойнами, в том числе биржи и банкоматы, регулируются в соответствии действующим в этой провинции MSB Act. В апреле 2018, Банк Монреаля (BMO) объявил, что запретит своим клиентам использовать эмитированные им кредитные и дебетовые карты для покупок криптовалюты. Ещё один локальный запрет банковских операций с криптовалютами в Канаде был объявлен банком Toronto-Dominion Bank. |
| США                   | Легальны Федеральное Казначейство США в 2013 году классифицировало биткойн как конвертируемую децентрализованную виртуальную валюту. Биткойн был упомянут в заключении Верховного суда США (в деле Wisconsin Central Ltd. против США) в контексте изменения определения денег 21 июня 2018 года. По заявлению директора FinCEN Кеннета Бланко в 2018 году, если предприятия, оказывающие денежные услуги, включая обменники криптовалют, системы денежных переводов и службы анонимизации (известные как «миксеры» или «тумблеры»), ведут значительный объём бизнеса в США, они должны: - зарегистрироваться в U.S.FinCEN в качестве компании, оказывающей денежные услуги - разработать и обеспечить выполнение программы по борьбе с отмыванием денег (AML) - вести соответствующие записи и составлять отчёты в FinCEN, включая отчёты о подозрительной активности (SAR) и отчёты о валютных операциях (CTR). В сентябре 2016 года федеральный судья постановил, что "биткойны — это денежные средства в прямом значении этого термина". |
| Мексика               | Легальны Биткойн был законным в Мексике с 2017 года. Объявлялись планы регулировать его как виртуальный актив в соответствии с Законом о финансовых технологиях. |

##### США
В официальных отчётах Всемирного банка и ФБР биткойн считают «виртуальной валютой».
По классификации комиссии по финансовым преступлениям (англ. FinCEN) при министерстве финансов США биткойн относят к «децентрализованным виртуальным валютам».
В марте 2013 года FinCEN объявила о том, что операции по обмену любых криптовалют на фиатные деньги должны регулироваться так же, как и операции по обмену фиатных денег между собой (например, доллары на евро). Площадки обмена должны зарегистрироваться в качестве поставщиков финансовых услуг (англ. Money Service Business) и сообщать о подозрительных транзакциях в органы правопорядка. Несколько американских обменных сервисов, например BitInstant, были вынуждены закрыться до получения соответствующих финансовых лицензий. В ноябре 2013 в Сенате США проходили слушания по поводу Биткойн, в ходе которых было решено не запрещать хождение криптовалют, а работать над регулированием этого бизнеса.
В августе 2013 года судья Восточного округа штата Техас (США) принял решение: так как биткойны можно использовать в качестве денег для оплаты за товары или обменять на обычные валюты, такие как доллар США, евро, иена или юань, то биткойн является валютой или формой денег.
25 марта 2014 года Служба внутренних доходов США выпустила руководство по налогообложению операций с биткойнами и другими виртуальными валютами. Для целей уплаты федеральных налогов биткойны рассматривается как имущество, то есть те, кто приобретает биткойны в качестве инвестиционного инструмента, при продаже биткойнов получат прибыль от «прироста капитала», а не прибыль от «курсовой разницы». Реализуя товары и оказывая услуги в обмен на биткойны, налогоплательщик получает прибыль, которая исчисляется по курсу биткойна к доллару США на день оплаты. Приобретая товары и услуги за биткойны, налогоплательщик несёт расходы, которые также можно учесть при расчёте налоговой базы (для расчёта также используется курс биткойна к доллару США на день оплаты). Прибыль от выпуска биткойнов облагается налогами. Высокая волатильность курса биткойна может повлечь налоговые обязательства для тех, кто расплачивается биткойнами за товары и услуги (в частности, обязанность уплатить налог на прибыль от прироста капитала).
Осенью 2017 года Комиссия по ценным бумагам и биржам в США (SEC) возбудила первое в истории дело о мошенничестве при первичном размещении криптовалют (ICO).
Комиссия по ценным бумагам и биржам разрешила с 11 января 2024 года запуск одиннадцати биржевых фондов (ETF), «привязанных» к биткойну. Ожидается, что это откроет доступ к крупнейшей криптовалюте на традиционном финансовом рынке. Начиная с 2013 года SEC постоянно отказывала в организации подобных фондов на основании того, что ни одна регулируемая биржа не может контролировать торговлю биткойнами и надёжно обнаруживать мошенничество или манипуляции. Положительному решению предшествовало постановление апелляционного суда, в котором один из отказов был признан «произвольным и капризным». Председатель SEC Гэри Генслер заявил: «Хотя сегодня мы одобрили листинг и торговлю некоторыми спотовыми инструментами на Биткойн, мы не одобряли и не одобряем Биткойн. Инвесторы должны сохранять осторожность в отношении множества рисков, связанных с биткойнами и продуктами, стоимость которых привязана к криптовалюте». В августе 2025 года криптовалюту разрешили использовать на пенсионных счетах.

### Центральная Америка
| Страна или территория | Легальность |
| --------------------- | --- |
| Коста-Рика            | Легальны Центральный банк Коста-Рики объявил, что биткойны и криптовалюты не считаются валютами и не поддерживаются ни правительством, ни законами. Однако они не являются незаконными. Есть несколько торговцев, которые принимают биткойны в стране. |
| Сальвадор             | Легальны Биткойн стал законным платёжным средством в стране в соответствии с «Законом о биткойнах», который был принят 8 июня 2021 года и вступил в силу 7 сентября 2021 года. Спустя месяц среди жителей Сальвадора число владельцев биткойн-кошельков превысило число владельцев традиционных банковских счетов, а самый популярный биткойн-кошелёк — официально спонсируемый правительством кошелёк Chivo — загрузили три миллиона человек, что составляет около 46 процентов населения страны. Однако, только 12 процентов потребителей Сальвадора использовали в это время криптовалюту, а 93 процента опрошенных компаний сообщили, что не получали платежей в биткойнах в течение первого месяца. |
| Никарагуа             | Легальны В новостях сообщается, что в стране используются биткойны. |

### Российская Федерация
На конец 2017 год термин «криптовалюта» в законодательстве РФ не используется, нет и запрета на проведение операций с криптовалютами. Так, Лефортовская межрайонная прокуратура не выявила нарушений законодательства Российской Федерации в продаже за биткойны продукции в магазинах и кафе компании «LavkaLavka».
Однако местные судебные и прокурорские органы иногда рассматривают использование криптовалют как признак незаконных операций. 31 августа 2017 года на сайте Прокуратуры Свердловской области было опубликовано разъяснение прокуратуры Октябрьского района города Екатеринбурга следующего содержания: «Прокуратура района разъясняет, что использование „виртуальной валюты“ при совершении сделок является основанием для рассмотрения вопроса об отнесении таких сделок к сделкам, направленным на легализацию доходов, полученных преступным путём и финансирование терроризма». В 2017 году в Костромской области было возбуждено уголовное дело за незаконную банковскую деятельность (часть 2 статьи 172 Уголовного кодекса Российской Федерации) в отношении 3-х человек, которые обменяли биткойны на сумму, превышающую 500 млн рублей.
На основании решения Невьянского городского суда Свердловской области 13 января 2015 года в единый реестр запрещённых сайтов было включено 7 сайтов, связанных с тематикой биткойн, в том числе сайт bitcoin.org. Это привело к блокированию доступа к сайтам со стороны российских провайдеров, в том числе мобильными операторами. Первоначально причина не сообщалась. Позже стала доступна копия судебного решения, согласно которому

Свободное распространение информации об электронной валюте обуславливает активное использование криптовалют в торговле наркотиками, оружием, поддельными документами и иной преступной деятельности. Данные факты, а также возможность бесконтрольного трансграничного перевода денежных средств и их последующего обналичивания, служит предпосылками высокого риска потенциального вовлечения криптовалют в схемы, направленные на легализацию (отмывание) доходов, полученных преступным путём, и финансирование терроризма.
Через некоторое время решение суда было отменено после апелляции поданной владельцем сайта bitcoinconf.ru компанией Smile Expo, а также владельцем Bits.media Иваном Тихоновым.
24 января 2014 года глава Сбербанка Герман Греф на форуме в Давосе сказал:

Криптовалюты — это очень интересный международный эксперимент, который ломает парадигму валютной эмиссии. И их определённо не стоит запрещать, но следует попытаться понять, изучить и, возможно, начать правильно регулировать.— Герман Греф
 Он также направил письма в администрацию президента РФ, Центробанк и Министерство финансов с просьбой не накладывать ограничения на использование виртуальных валют и электронных платёжных систем, назвав подобное «колоссальным шагом назад».
27 января 2014 года Пресс-служба Банка России опубликовала информацию «Об использовании при совершении сделок „виртуальных валют“, в частности, Биткойн». В ней Банк России предупредил, что в связи с отсутствием обеспечения и юридически обязанных субъектов операции по «виртуальным валютам» являются спекулятивными. В связи с анонимным характером деятельности по выпуску «виртуальных валют», неограниченным кругом субъектов, и по их использованию для совершения операций граждане и юридические лица могут быть, в том числе непреднамеренно, вовлечены в противоправную деятельность, включая легализацию (отмывание) доходов, полученных преступным путём, и финансирование терроризма. Предоставление российскими юридическими лицами услуг по обмену «виртуальных валют» на рубли и иностранную валюту, а также на товары (работы, услуги) будет рассматриваться как потенциальная вовлечённость в осуществление сомнительных операций в соответствии с законодательством о противодействии легализации (отмыванию) доходов, полученных преступным путём, и финансированию терроризма.
06 февраля 2014 года Росфинмониторинг выпустил Информационное письмо «Об использовании криптовалют» (оригинал документа), разъяснив, что использование криптовалют при совершении сделок является основанием для рассмотрения вопроса об отнесении таких сделок (операций) к сделкам (операциям), направленным на легализацию (отмывание) доходов, полученных преступным путём, и финансирование терроризма.
В начале июля 2014 года в рамках Международного банковского конгресса первый заместитель председателя Банка России Георгий Лунтовский высказался о том, что за системой Биткойн наблюдают, вопрос изучается, возможно, в будущем появится законодательное регулирование.
9 августа 2014 года, выступая в Санкт-Петербурге на #CryptoForum, 1-й международной конференции «Bitcoin и криптовалюты: перспективы развития в России», руководитель департамента информации и коммуникаций Международного учебно-методического центра финансового мониторинга (МУМЦФМ) при Росфинмониторинге Евгений Воловик, являющийся также членом международной рабочей группы, разработавшей в июне 2014 года ключевые определения виртуальных, централизованных и децентрализованных валют (оригинал документа), категорично заявил, что «Биткойн не является денежным суррогатом», но и добавил, что криптовалюты попали под внимательный присмотр международной организации ФАТФ, занимающейся борьбой с отмыванием денег и финансированием терроризма. Воловик также заметил, что в России уже ведётся одно или несколько дел, связанных с отмыванием средств посредством Биткойн, но сообщить подробности отказался.
20 марта 2015 года заместитель министра финансов Алексей Моисеев заявил о том, что в 2015 году будет принят закон, который предусматривает наказания за использование денежных суррогатов на территории России. Планировалось, что закон фактически запретит использование в России виртуальных валют, в том числе биткойнов. Однако данный закон не был принят.
В дальнейшем риторика регуляторов начала смягчаться. Проанализировав угрозы, Минфин счёл, что их уровень не соответствует предлагаемому наказанию и не только решил не торопиться с введением уголовной ответственности за транзакции в России. «Минфин решил немного подождать. Посмотреть, как ситуация будет развиваться на международном уровне. И уже с учётом этого принять решение», — сообщил в начале апреля 2017 года заместитель министра финансов Алексей Моисеев. Как вариант он не исключил хождения криптовалют на территории России — но без возможности их обмена на национальные валюты.
14 июля 2015 года президент России Владимир Путин на молодёжном форуме IT-специалистов «Территория смыслов на Клязьме» заявил о допустимости использования криптовалют как формы расчётов в некоторых сферах. Он сообщил, что обсуждал проблему криптовалют с главой Центробанка Эльвирой Набиуллиной, и признал, что есть фундаментальные проблемы с широким использованием сегодня криптовалют..
26 октября 2015 года «Известия» сообщили, что министерство финансов России решило ужесточить подход к наказанию за выпуск и оборот криптовалют. Указанное ведомство разработало поправки в Уголовный кодекс, согласно которым нарушителей будут сажать в тюрьму на срок до четырёх лет.
3 октября 2016 года заместитель руководителя Федеральной налоговой службы Алексей Оверчук от лица своего ведомства опубликовал письмо N OA-18-17/1027, основным выводом которого является то, что в законодательстве Российской Федерации нет прямого запрета на проведение российскими гражданами операций с использованием криптовалюты. В данном случае Федеральная налоговая служба Российской Федерации классифицирует операции по приобретению и реализации криптовалют как валютные операции. Более того законодательство Российской Федерации не даёт определения таким понятиям, как «денежный суррогат», «криптовалюта» или «виртуальная валюта».
28 августа 2017 года Минфин России предложил считать криптовалюту финансовым активом, но регулировать её как «иное имущество». При этом в министерстве посчитали, что покупать и продавать биткойны должны только «квалифицированные инвесторы на бирже». Такая позиция была встречена критикой. Так, директор блокчейн-лаборатории бизнес-инкубатора Финансового университета Андрей Варнавский назвал такое предложение Минфина «утопией» и высказал мнение, что ограничение оборота не будет способствовать развитию данного финансового института. По его мнению, стоит развивать возможность легального приобретения криптовалюты, но при этом не запрещать и другие способы её обращения.
5 октября 2017 года на сочинском форуме инновационных финансовых технологий Finopolis в Сочи руководитель Банка России Эльвира Набиуллина заявила:

Мнение Банка России — не легализовывать использование криптовалют как законного платёжного средства. Мы против частных денег, в какой бы форме они ни были — материальной или виртуальной. Криптовалюты — это частные цифровые деньги.

20 октября 2020 года генеральный прокурор РФ Игорь Краснов сообщил, что на основе принятого закона о виртуальной валюте чиновники с 2021 года должны будут в своих декларациях о доходах указывать наличие криптовалюты.
В конце 2022 года министр экономики Антон Силуанов сообщил, что его ведомство так и не смогло договориться с Центральным банком о легализации и регулировании оборота криптовалют. Позиция Центрального банка неизменна — частные деньги, в том числе цифровые, не должны становиться легальным платёжным средством.
В октябре 2023 года ФСБ впервые предъявила обвинение в госизмене, связанное с криптоплатежами украинским военным. Подозреваемым стал житель Хабаровского края, который, по информации спецслужбы, «с помощью криптовалютных инструментов переводил личные денежные средства через третьих лиц, которые проживают на территории Украины, на счёт зарубежного благотворительного фонда».
Летом 2024 года был принят пакет законов о деятельности, связанной с цифровыми валютами Ряд изменений позволяет Центральному Банку для утверждённых проектов в финансовой сфере проводить экспериментальные правовые режимы, которые выводятся из-под действия федеральных законов. Это позволяет не отменяя запрет в РФ на платежи криптовалютой, разрешить ЦБ организовать подконтрольные площадки для криптовалютных оплат.
- C 1 сентября 2024 года ЦБ проводит эксперименты:
  - По использованию криптовалют в международных расчётах, где цифровые валюты трактуются как средство платежа.
  - По организованным торгам цифровой валютой в РФ, где цифровые валюты трактуются как товары.
  - Реализует электронную платформу для операций с цифровыми валютами в рамках национальной платёжной системы (НПС).
- С 1 ноября 2024 года в РФ легален и законодательно регламентирован майнинг. Правительство РФ по согласованию с ЦБ устанавливает требования к майнерам, может запретить майнинг в отдельных регионах России. Минцифры поручено вести реестр майнеров. При этом закон запрещает организацию широкого обращения цифровой валюты (среди неопределённого круга лиц), а также её рекламу. Помимо регламентирования майнинга, закон разрешает с одобрения ЦБ торговать на российских блокчейн-площадках иностранными цифровыми финансовыми активами. Также упрощается выход российских ЦФА на зарубежные торговые платформы.
- С 1 января 2025 года по март 2031 года майнинг криптовалют полностью запрещён на в девяти регионах России — на территории Северного Кавказа (Дагестан, Ингушетия, Кабардино-Балкария, Карачаево-Черкесия, Северная Осетия и Чечня) и в «новых регионах» РФ (ДНР, ЛНР, Запорожская и Херсонская область)[100]. Кроме того с 2025 по 2031 годы вводится запрет майнинга на время отопительного сезона (с 15 ноября по 15 марта, кроме 2025 года, когда запрет действует с 1 января) в отдельных муниципальных районах Иркутской области[101], Бурятии и Забайкальского края[100].

### Республика Беларусь
В декабре 2017 года подписан Декрет № 8 «О развитии цифровой экономики», которым создана правовая функционирования в стране криптовалют, в том числе финансирования через ICO. Физлица до 2023 года получили налоговые льготы на операции с криптовалютами, включая майнинг. Такая деятельность не считается предпринимательской, а токены и доходы от операций с ними не нужно декларировать. Юрлица получили право создавать и размещать собственные токены, совершать операции через операторов обмена. До 1 января 2023 года декрет исключает выручку и прибыль от операций с токенами из налогооблагаемой базы.
В ноябре 2018 года Наблюдательный совет Парка высоких технологий утвердил.
- Положение о требованиях, которым должны соответствовать отдельные заявители для регистрации их в качестве резидентов Парка высоких технологий;
- Положение о требованиях к правилам внутреннего контроля резидентов Парка высоких технологий;
- Правила осуществления деятельности оператора криптоплатформы;
- Правила осуществления деятельности оператора обмена криптовалют;
- Правила оказания услуг, связанных с созданием и размещением цифровых знаков (токенов) и осуществления операций по созданию и размещению собственных цифровых знаков (токенов).

Согласно принятым правилам, проведение ICO возможно не только резидентом ПВТ, но и любым юрлицом через посредника-резидента ПВТ. Заказчиками ICO могут быть белорусские и иностранные юридические лица — по требованиям они должны иметь ключевой персонал и хорошую деловую репутацию, включая репутацию его учредителей и директора.
Первой криптовалютной компанией, зарегистрированной по новому законодательству стала криптовалютная биржа токенизированных активов Currency.com. На июль 2020-го компания работала с российскими и белорусскими рублями, долларами США, евро, британским фунтом, Bitcoin (BTC), Etherium (ETH), LITECOIN (LTC), Ripple (XRP), Bitcoin Cash (BCH).
В 2020 году был зарегистрирован первый и пока единственный оператор обмена криптовалют whitebird.io, который гарантирует обмен криптовалют между собой и на обычные деньги. Партнёрами проекта выступили международная платёжная система Visa и государственный банк Беларусбанк. По состоянию на август 2022-го Whitebird.io проводит обменные операции с криптовалютами Bitcoin, Ethereum, Tether (USDT) и следующими валютами: доллар США, российский рубль, белорусский рубль. Сервис обслуживает граждан и лиц, имеющим вид на жительство следующих стран: Беларусь, Россия, Украина, Грузия, Азербайджан, Казахстан, Кыргызстан, Молдова, Таджикистан, Туркменистан, Узбекистан.

### Великобритания
В сентябре 2021 года Почтовая служба Великобритании начала продажу криптовалюты пользователям, которые подтвердили свои личности через специализированное приложение. Жителям Великобритании было предложено приобрести ваучеры криптовалютной биржи, которые можно обменять на сами криптовалюты.

### Эстония
27 ноября 2017 года в Эстонии вступил в силу закон «О противодействии отмыванию денег и финансированию терроризма», который предусматривает возможность оказывать услуги, связанные с криптовалютой и виртуальными ценностями, на основании лицензий «Поставщика услуг кошелька виртуальных ценностей» и «Поставщика услуг по обмену виртуальных ценностей на фиатные деньги». Лицензии выдаёт Департамент полиции и пограничной охраны Эстонии.

### Германия
В конце августа 2013 года Министерство финансов ФРГ сделало заявление о том, что биткойн не может быть классифицирован как электронная или иностранная валюта, а больше подходит под определение частные деньги, с помощью которых могут осуществляться многосторонние клиринговые операции.

### Хорватия
Национальный банк Хорватии считает, что биткойн является законным в Хорватии, но его не следует рассматривать как электронные деньги, хотя он имеет некоторые сходства с ними. Криптовалюты могут легально использоваться в стране, хотя не могут считаться законным платёжным средством то есть продавцы не обязаны их принимать в Хорватии наравне с местной валютой.

### Дания
В Дании по состоянию на 2020 год криптовалюта разрешена. По датскому закону «О борьбе с отмыванием денег» криптовалюта определяется как цифровое представление стоимости, которое не выпущено и не гарантируется центральным банком или другим государственным органом, не привязано к законно установленной валюте и не обладает юридическим статусом валюты, но принимается физическими и юридическими лицами в качестве средства обмена и может передаваться, храниться и продаваться в электронном виде.

### Швеция
Швеция.

### Южная Корея
Южная Корея

### Япония
До марта 2014 года Банк Японии не имел каких-либо планов относительно регулирования оборота биткойнов. Однако после краха Mt.Gox, базировавшейся в Токио, власти Японии объявили о необходимости регулирования данного рынка. Ожидается разработка норм налогообложения.
Глава Банка Японии Харухико Курода сказал, что банковский Институт денежных и экономических исследований сейчас проводит изучение Биткойн.

По сравнению с традиционными способами денежных переводов и существующими электронными деньгами, Биткойн имеет как похожие, так и отличные черты.— Харухико Курода
Начиная с марта 2016 года в Японии Bitcoin является законным платёжным средством.

### Таиланд
По заявлению компании из Бангкока «Bitcoin Co. Ltd.», Банк Таиланда хоть и не признал биткойн как самостоятельную валюту, но заявил, что для операций с ним требуется лицензия на право проведения валютообменных операций, отказавшись её выдать. С 29 июля 2013 компания приостановила свой обменный сервис. На сайте компании со ссылкой на представителя Банка Таиланда объявляется, что «из-за отсутствия законных оснований, в Таиланде являются незаконными покупка/продажа биткойнов, покупка/продажа любых товаров или услуг в обмен на биткойны, отправка биткойнов за пределы Таиланда или приём биткойнов извне Таиланда». На официальном сайте Банка Таиланда по состоянию на 2 августа 2013 года подобного заявления не обнаружено. 15 февраля 2014 года компания получила письмо от Банка Таиланда с разъяснением, в котором говорилось, что обмен биткойнов не попадает под тайское валютное законодательство и регулирование Министерства финансов, так как для обмена не предлагаются иностранные валюты, после чего сервис сразу открылся. Через некоторое время Банк Таиланда прислал письмо с дополнительным разъяснением, в котором говорится, что хоть сервис и обменивает только биткойны и баты, биткойны потом можно обменять на иностранную валюту, значит с обменом иностранной валюты он всё же связан. Сервис продолжил работу, внеся в пользовательское соглашение условие, согласно которому пользователи обязуются не обменивать полученные через сервис биткойны на иностранные валюты.

### Китай
5 декабря 2013 года Народный банк Китая запретил китайским финансовым компаниям проводить операции с биткойнами. В заявлении указано, что биткойн не является валютой в реальном смысле этого слова. Финансовым компаниям запрещены не только прямые операции с биткойнами, но и публикация котировок или страхование финансовых продуктов, связанных с биткойном. В то же время физические лица могут свободно участвовать в интернет-транзакциях на свой страх и риск. Биткойны при этом рассматриваются как некий товар, но не денежные средства.
В конце марта 2014 года Народный банк Китая выпустил циркуляр, согласно которому к 15 апреля 2014 года китайские банки и платёжные системы должны закрыть счета пятнадцати китайских веб-сайтов, которые продают биткойны. Неповиновение будет караться, но Народный банк Китая не уточняет, как именно.

### Швейцария
В декабре 2013 года швейцарским парламентом был предложен постулат, согласно которому биткойны следует рассматривать как иностранную валюту. Постулат был подписан 45 из 200 членами парламента. Регулирование ICO в Швейцарии находится в ведении Службы по надзору за финансовым рынком — FINMA. В начале 2018 года она обновила рекомендации по Initian Coin Offering для основателей проектов.

### Сингапур
В начале января 2014 года стало известно, что налоговые органы Сингапура приравняли операции с биткойнами к операциям, облагаемым налогом на товары и услуги.
Стандартный налог на прибыль планируется взимать с компаний, занимающихся покупкой и продажей биткойнов. Не будет облагаться налогами долгосрочное инвестирование в биткойны, приравненное к вложениям в капитал. При обмене биткойнов на реальные товары и услуги будет взиматься налог на товары и услуги 7 % (для нерезидентов налог на товары и услуги не возникает). Налогом на товары и услуги не будет облагаться приобретение за биткойны виртуальных товаров и услуг, таких как внутренние покупки в приложениях (in-app purchases).
13 марта 2014 года Денежно-кредитное управление Сингапура объявило о намерении урегулировать деятельность посредников, осуществляющих операции с виртуальными валютами (подразумевая под ними в том числе биткойн). Таких посредников, производящих обмен виртуальных валют на реальные, обяжут идентифицировать своих клиентов и сообщать в соответствующее ведомство о подозрительных транзакциях. В целом, к посредникам будут предъявляться те же требования, что и к предприятиям, занимающимся обменом реальных валют, а также обеспечением денежных переводов. Цель указанных мер — минимизировать риски, связанные с отмыванием денежных средств и финансированием терроризма, проистекающие из анонимной природы виртуальных валют.
Деятельность сервисов обмена крипровалют в Сингапуре основывается на законе о платёжных услугах (Payment Services Act) от 2019 года. Денежно-кредитное управление Сингапура теперь лицензирует эту деятельность и осуществляет контроль.

### Болгария
2 апреля 2014 года болгарское Национальное Агентство по Доходам опубликовало на своём сайте новость, согласно которой доходы от сделки с биткойнами должны декларироваться и облагаться налогом. Налоговая служба признала такие доходы доходами от финансовых активов и постановила, что они облагаются налогом по ставке 10 %.

### Норвегия
В Норвегии биткойн признан биржевым активом, но не признан валютой.

### Украина
В ноябре 2014 года Национальный банк Украины сделал заявление относительно правового режима биткойна в стране. НБУ указывает, что использование биткойнов связано с повышенными рисками из-за анонимности и децентрализованности операций. По мнению НБУ, биткойны привлекательны для противоправных действий, в том числе отмывание средств, полученных преступным путём, или для финансирования терроризма. НБУ напомнил, что на территории Украины единственной законной платёжной единицей является гривна, запрещёны выпуск и обращение как средств платежа других денежных единиц, а также использование денежных суррогатов. НБУ считает биткойн «денежным суррогатом, который не имеет обеспечения реальной стоимостью и не может использоваться физическими и юридическими лицами на территории Украины как средство платежа, поскольку это противоречит нормам украинского законодательства».
В марте 2017 года глава Совета Национального банка Украины Богдан Данилишин подтвердил неизменность ранее принятого решения, сказав в интервью, что биткойн и другие криптовалюты «являются денежными суррогатами, которые не обеспечены реальной стоимостью и не могут использоваться на территории нашей страны как средства платежа, поскольку это противоречит нормам украинского законодательства». В то же время Данилишин отметил, что Нацбанк Украины изучает опыт внедрения инновационных продуктов на рынке платежей и отслеживает политику центральных банков и государственных учреждений других стран для того, чтобы урегулировать вопрос виртуальных валют.
10 октября в Верховной Раде Украины, зарегистрировали законопроект, согласно которому, криптовалюту — предлагают признать программным кодом, который является объектом права собственности. Законопроект также предполагает обложение криптовалют налогом, а порядок налогообложения операций по майнингу, мены (обмена) криптовалюты регулируется действующим законодательством Украины. Проектом закона предусмотрено свободный обмен криптовалют, на другие ценности, услуги или товары.

### Израиль
Официальная позиция Израиля в отношении биткойна — он не может быть средством платежа. Ещё в начале 2017 года криптовалюта была приравнена к имуществу, при продаже которого владелец обязан заплатить НДС и налог на доход.

### Новая Зеландия
С 1 сентября 2019 года Новая Зеландия первой в мире разрешила своим резидентам выплачивать зарплату наёмным работникам в криптовалюте, при условии регулярности выплат, фиксированной суммы, привязки криптовалюты к одной из обычных валют с возможностью свободного конвертирования. Система налогообложения для компаний не менялась, налоги взимаются в национальной валюте.

### Другие страны
В ряде стран, например, во Франции и Индии, пока не было официального решения о регулировании и правовом режиме криптовалют, однако регуляторы сделали заявления о том, что они пытаются выработать позицию в отношении криптовалют, и предупреждают потенциальных пользователей о высоких рисках вложений средств в криптовалюты из-за высокой волатильности. Французский Центробанк считает, что даже профессиональные трейдеры должны быть осторожны — конвертируемость биткойна не гарантируется, держатель биткойнов вряд ли сможет обратиться в суд в случае воровства или мошенничества.

## Оформление обмена криптовалют
- URI-схема «bitcoin:» официально включена в спецификации WHATWG для HTML5[139][140].
- В качестве сокращения вместо «биткойн» часто пишут латинские BTC. Такая запись похожа на коды валют, однако подобный код международным стандартом ISO 4217 пока не присвоен. 7 октября 2014 года Bitcoin Foundation опубликовала планы добиться стандартизации кода для биткойна. BTC противоречит принятой в стандарте системе — именовать «глобальные товары» начиная с X (золото имеет код XAU). В качестве кандидата рассматривается вариант XBT[141]. При указании BTC/XBT имеется в виду расчётная единица, а не сеть, набор алгоритмов или какая-либо другая сущность, относящаяся к данной тематике.